# ライチャウ省
ライチャウ省（ライチャウしょう、ベトナム語：Tỉnh Lai Châu / 省萊州  発音）は、ベトナムの省（地方自治体）の一つで、最も人口が少ない。省都はライチャウ市。

## 地理
西北部に位置する。

## 歴史
2004年1月1日、ダー川（ベトナム語: Sông Đà / 瀧沱、中国語: 黑水河/李仙江）南岸の地域がディエンビエン省として分離した。2005年3月2日、ライチャウ省旧タムズオンはライチャウ市、ディエンビエン省旧ライチャウはムオンライ（Mường Lay / 芒萊）となり、ディエンビエン省旧ムオンライ県はムオンチャー県 (Mường Chà) となった。

## 行政区分
2坊・36社がある。
- タンフォン坊（phường Tân Phong）
- ドアンケット坊（phường Đoàn Kết）
- ムオンキム社（xã Mường Kim）
- コエンオン社（xã Khoen On）
- タンユエン社（xã Than Uyên）
- ムオンタン社（xã Mường Than）
- パクター社（xã Pắc Ta）
- ナムソー社（xã Nậm Sỏ）
- タンユエン社（xã Tân Uyên）
- ムオンコア社（xã Mường Khoa）
- バンボー社（xã Bản Bo）
- ビンルー社（xã Bình Lư）
- ターレン社（xã Tả Lèng）
- クンハー社（xã Khun Há）
- シンスオイホー社（xã Sin Suối Hồ）
- フォントー社（xã Phong Thổ）
- ザオサン社（xã Dào San）
- シーローラウ社（xã Sì Lở Lầu）
- コンラオ社（xã Khổng Lào）
- トゥアシンチャイ社（xã Tủa Sín Chải）
- シンホー社（xã Sìn Hồ）
- ホントゥー社（xã Hồng Thu）
- ナムタム社（xã Nậm Tăm）
- プーサムカップ社（xã Pu Sam Cáp）
- ナムクオイ社（xã Nậm Cuổi）
- ナンマ社（xã Nậm Mạ）
- レロイ社（xã Lê Lợi）
- ナムハン社（xã Nậm Hàng）
- ムオンモー社（xã Mường Mô）
- フアブム社（xã Hua Bum）
- パータン社（xã Pa Tần）
- ブムヌア社（xã Bum Nưa）
- ブムトー社（xã Bum Tở）
- ムオンテー社（xã Mường Tè）
- トゥールム社（xã Thu Lũm）
- パーウー社（xã Pa Ủ）
- ムーカー社（xã Mù Cả）
- タートン社（xã Tà Tổng）

2025年までは1市7県からなる。
- ライチャウ市（Lai Châu / 萊州）
- ムオンテ県（Mường Tè / 芒齊）
- フォントー県（Phong Thổ / 豐收）
- シンホー県（Sìn Hồ / 生胡）
- タムドゥオン県（Tam Đường / 三塘）
- タンユエン県（Than Uyên / 申淵）
- タンユエン県（Tân Uyên / 新淵）
- ナムニュン県（Nậm Nhùn / 南顏）

## 住民
- en:Tai Dón people